# 進藤あまね
進藤 あまね（しんどう あまね、2004年4月20日 - ）は、日本の女性声優。愛知県出身。響所属。

## 経歴
小学校2年生ごろより「ラブライブ!」に出会い、声優に憧れ始める。いくつかオーディションを受けた後、2018年中学2年生の時に、憧れの三森すずこが所属する声優事務所響の新人声優発掘オーディション2018を“ラストチャンス”として覚悟を決めて受け合格、同年より響の所属となった。テレビアニメ『バミューダトライアングル 〜カラフル・パストラーレ〜』のキャロ役でデビューを果たす。
声優ユニット『BanG Dream!』「Morfonica」ボーカル・倉田ましろ 役ならびに、『D4DJ』「Lyrical Lily」DJ・春日春奈 役としても活動を行っている。
2022年、『ROCKETOON』宣伝大使に就任。
2023年2月16日、堀越高等学校を卒業。
2025年1月10日と11日、横浜アリーナで行われた「ラブライブ!蓮ノ空女学院スクールアイドルクラブ 3rd Live Tour」（TRI TRI UNITY!!!公演）のサプライズゲストとして出演、声優を目指すきっかけとなったラブライブ！シリーズのライブに出演する。
2025年4月10日、蓮ノ空女学院スクールアイドルクラブの正式なメンバーとして加入。

## 人物
愛称はあまねす。
趣味はゲーム、ぬいぐるみ集め、イラスト、スカッシュ。特技はギター、ダンス（チア、バレエ、ヒップホップ）、フラフープ。好きなものとして、猫、ジンベエザメを挙げている。また、ブシロードが発売するプロ野球カードゲーム「ドリームオーダー」とのタイアップで始球式を務めた縁から北海道日本ハムファイターズのファンであり、Xで度々言及している。
同じ事務所でかつ共演作も多い西尾夕香とは10歳の年齢差があるにもかかわらず仲が深く、自他共に「おゆねす」と称している。また、『BanG Dream!』のリアルバンドの活動もしているMyGO!!!!!のドラムス・椎名立希役の林鼓子とは共に中学生の時に受けていたオーディションの時からの友人で、後に通っていた高校も同じだったため学校の身体測定の時間に再会を果たした。

## 出演
太字はメインキャラクター。

### テレビアニメ
2019年
- バミューダトライアングル 〜カラフル・パストラーレ〜（キャロ）
- BanG Dream! シリーズ（2019年 - 2025年、倉田ましろ、生徒、花女生徒B） - 4シリーズ＋1作品

2020年
- りばあす（美濃周子）
- BanG Dream! ガルパ☆ピコ シリーズ（2020年 - 2021年、倉田ましろ） - 2シリーズ

2021年
- ぷっちみく♪ D4DJ Petit Mix（春日春奈）
- カードファイト!! ヴァンガード overDress（2021年 - 2025年、大倉メグミ） - 8シリーズ

2022年
- 異世界美少女受肉おじさんと（ウルティナ）
- 乙女ゲー世界はモブに厳しい世界です（女子）

2023年
- D4DJ All Mix（春日春奈）

2024年
- 魔都精兵のスレイブ（魔防隊員C）
- ダンジョンの中のひと（モンスター）

2025年
- 君のことが大大大大大好きな100人の彼女（原賀胡桃）
- まったく最近の探偵ときたら（蜂屋真子）

### 劇場アニメ
- BanG Dream! FILM LIVE 2nd Stage（2021年、倉田ましろ[38]）
- 劇場版 BanG Dream! ぽっぴん'どりーむ! （2022年、倉田ましろ[39]）

### Webアニメ
- アサルトリリィ ふるーつ（2021年、丹羽灯莉[40]）

### ゲーム
2019年
- クイズRPG 魔法使いと黒猫のウィズ（園田きゃたぴら / エニグマクローバー）
- ブラウンダスト（2019年 - 2023年、メロディア、シリオン、リアトリス） - 2作品

2020年
- 帝国戦記（トモエ、フル）
- バンドリ! ガールズバンドパーティ!（2020年 - 2025年、倉田ましろ）
- 神装の戦乙女（コリーン、ジャレンス）
- D4DJ Groovy Mix（2020年 - 2023年、春日春奈）
- 共闘ことばRPG コトダマン（スレイン、ツウカイン）
- マギアレコード 魔法少女まどか☆マギカ外伝（2020年 - 2022年、八雲みかげ）

2021年
- アサルトリリィ Last Bullet（2021年 - 2023年、丹羽灯莉）

2022年
- 三国ドライブ（滅鬼一閃 魏延）
- LOST EPIC（幽霊少女）
- ミシックヒーローズ（ネフティス）

2023年
- アズールレーン（ヒーロー）
- サクライグノラムス（ツタンカーメン）
- Dislyte〜神世代ネオンシティ〜（アーチボルト）
- クッキーラン: キングダム（つららイエティクッキー）

2024年
- Link!Like!ラブライブ!（2024年 - 2025年、桂城泉）

2025年
- PROGRESS ORDERS（スズナ）

### テレビドラマ
- サバエとヤッたら終わる（2024年、桜井美波[60]）

### 特撮
- 仮面ライダー555 20th パラダイス・リゲインド（2024年、スマートレディ[61]）

### バラエティ
- 「ひろがるスカイ！プリキュア　おでかけ！ひろがるワールド！」大特集SP[62]

### 舞台
- 舞台 Lyrical Lily「千リ!の道も一歩から」（2022年6月28日 - 7月3日、飛行船シアター） - 春日春奈 役[63]
  - 舞台 D4DJ「有栖川学院文化祭 LIVE STAGE」（2023年4月30日 - 5月7日、飛行船シアター）[64]
- LIAR GAME murder mystery「爆発廃工場 〜犯人の挑戦状〜」「首切りホテル 〜最後の夜宴〜」（2024年6月15日、飛行船シアター）[65]

### Web配信番組
- MORFONICAL/もるふぉにかる（2020年、YouTube[66]）
- 進藤あまねの「あまね部！」（2020年 - 、ニコニコ動画[67]・YouTube）
- マギアレコード 魔法少女まどか☆マギカ外伝Magia Day 2022（2022年9月12日、アニプレックス公式チャンネル）- 八雲みかげ役 ※[68]
- 超!A&G+マンスリースペシャル 進藤あまねのあまねく沼に誘われて（2022年、超!A&G+） - 9月度パーソナリティ[69]
- 中島由貴と進藤あまねのふたりげーむぷらす（2023年、ニコニコチャンネルプラス） - シーズンMC[70]

### CM
- 6割増どうぶつ・6割増どうぶつII（ブシロードクリエイティブ） ※ 実写出演及びCMソング歌唱
- カードファイト!! ヴァンガード overDress（ブシロード）「3種デッキ買いに行かなきゃ部室編」「買いに来たショップ編」「リリカルモナステリオ（Lyrical Lilyとして出演）」「御薬袋ミレイ -封焔の巫女-編」 ※ 実写出演
- ブシロードカード（ブシロードムーブ） ※ 実写出演[71]
- ROCKETOON（2022年、実写出演[72]）

### デジタルコミック
2021年
- りんちゃんは据え膳したい（柏木凛）
- まったく最近の探偵ときたら（蜂屋真子 ほか）
- 神様にスカウトされて異世界にやって来ました。―家電魔法で快適ライフ―【コミック版】（ジョルテ）
- ブラッド・ドゥーム（部員D）
- 勇者サポートセンター魔王城支部（オペレーター ほか）
- ちゃんと吸えない吸血鬼ちゃん（石川月菜）
- そのとき修羅場が動いた（本城リョーコ）

### ナレーション
- 「カノジョに浮気されていた俺が、小悪魔な後輩に懐かれています 6巻」&「この恋は元カノの提供でお送りします。」PV（2022年[80]）
- 第1回コミック アース・スターヨミキリ総選挙（2022年[81]）
- 文化放送超!A&G＋『A&G ミュージックX』「Season2特集」（2023年[82]）
- 5分でわかるスクフェス2！（2023年[83][84]）
- ひろがるスカイ!プリキュアおでかけ！ひろがるワールド（池袋）CM（2023年[85]）
- CSMファイズドライバーNEXT 商品紹介PV(2023年[要出典])
- CSMカイザフォンXX 商品紹介PV(2023年[要出典])
- CSMミューズドライバー 商品紹介PV(2023年[要出典])
- TH!NK THE BALL プロジェクト（2025年[86]）

### 玩具
- CSMカイザフォンXX（2024年9月13日）※『【blu-ray】仮面ライダー555 20th パラダイス・リゲインド 完全版』付属
- 仮面ライダー555 CSMファイズドライバーNEXT（2024年10月28日）
- 仮面ライダー555 CSMミューズドライバー（2025年11月）

### その他コンテンツ
- なでしこ童話「オズの魔法使い」フォトブック（2021年、カカシ[87]）
- 温泉むすめ（2023年、かみのやま庵[88]）
- StarryMonogatari Project（2023年、王熙玥[89]）
- パチスロ L D4DJ Pachi-Slot Mix（2024年、春日春奈[90]）

## ディスコグラフィ

### タイアップ曲
| 楽曲            | タイアップ                                                                              | 時期          | 備考         |
| --------------- | --------------------------------------------------------------------------------------- | ------------- | ------------ |
| 6割増どうぶつ   | ブシロードクリエイティブ「TAMA-KYU」『6割増どうぶつ』CMソング                           | 2020年12月    | 正式曲名不明 |
| 6割増どうぶつII | ブシロードクリエイティブ「TAMA-KYU」『6割増どうぶつII』CMソング                         | 2021年10月    | 正式曲名不明 |
| Blessed Rain    | テレビアニメ『カードファイト!! ヴァンガード overDress Season2』第13話エンディングテーマ | 2021年10月4日 | 音源発売未定 |

### キャラクターソング
| 発売日   | 商品名                                                      | 歌 | 楽曲 | 備考                                                                                               |
| 2019年   | 2019年                                                      | 2019年 | 2019年 | 2019年                                                                                             |
| -------- | ----------------------------------------------------------- | --- | --- | -------------------------------------------------------------------------------------------------- |
| 2月10日  | シャボン                                                    | キャロ（進藤あまね） | 「シャボン」 | テレビアニメ『バミューダトライアングル 〜カラフル・パストラーレ〜』エンディングテーマ              |
| 3月31日  | シャボン                                                    | カラフル・パストラーレ | 「シャボン」 | テレビアニメ『バミューダトライアングル 〜カラフル・パストラーレ〜』エンディングテーマ              |
| 2020年   |                                                             | | | |
| 6月24日  | Cosmic CoaSTAR                                              | Lyrical Lily | 「汚れっちまった悲しみの色」 | 『D4DJ』関連曲                                                                                     |
| 7月3日   | Reバース GO!                                                | 鶏とナスの三ツ星シチュー | 「Reバース GO!」 | テレビアニメ『りばあす』エンディングテーマ                                                         |
| 7月3日   | Reバース GO! Go Go しちゅー's!                              | 美濃周子（進藤あまね） | 「Reバース GO!」 | テレビアニメ『りばあす』関連曲                                                                     |
| 2月16日  | 吾輩よ猫であれ                                              | Lyrical Lily | 「吾輩よ猫であれ」 | トレーディングカードゲーム『カードファイト!! ヴァンガード overDress リリカルモナステリオ』CMソング |
| 2月16日  | 吾輩よ猫であれ                                              | Lyrical Lily | 「銀河鉄道の夜に」 | 『D4DJ』関連曲                                                                                     |
| 2021年   |                                                             | | | |
| 1月20日  | D4DJ Groovy Mix カバートラックス vol.1                      | Lyrical Lily | 「ふ・れ・ん・ど・し・た・い」 「タッチ」 | ゲーム『D4DJ Groovy Mix』関連曲                                                                    |
| 2月19日  | 笑顔でGo Go Go!!!                                           | Go Go しちゅー's! | 「笑顔でGo Go Go!!!」 | アニメ『りばあす』エンディングテーマ                                                               |
| 2月24日  | ぐるぐるDJ TURN!!                                           | D4DJ ALL STARS | 「LOVE!HUG!GROOVY!!」 | ゲーム『D4DJ Groovy Mix』主題歌                                                                    |
| 7月21日  | D4DJ Groovy Mix カバートラックス vol.2                      | Lyrical Lily | 「創傷イノセンス」 「Shiny Smily Story」 | ゲーム『D4DJ Groovy Mix』関連曲                                                                    |
| 8月18日  | プティプランス                                              | Lyrical Lily | 「プティプランス」 「Magiの贈り物」 | 『D4DJ』関連曲                                                                                     |
| 8月28日  | なんてカラフルな世界！[D4DJ Remix]                          | D4DJ ALL STARS | 「なんてカラフルな世界！[D4DJ Remix]」 | ゲーム『D4DJ Groovy Mix』関連曲                                                                    |
| 9月8日   | Edel Lilie（Last Bullet MIX） グラン・エプレVer.            | グラン・エプレ | 「Multicolored flowers」 | ゲーム『アサルトリリィ Last Bullet』関連曲                                                         |
| 10月8日  | ピコたるもの、ふぃーばー！                                  | 戸山香澄（愛美）、美竹蘭（佐倉綾音）、丸山彩（前島亜美）、湊友希那（相羽あいな）、弦巻こころ（伊藤美来）、倉田ましろ（進藤あまね）、レイヤ（Raychell） | 「ピコたるもの、ふぃーばー！」 | テレビアニメ『BanG Dream! ガルパ☆ピコ ふぃーばー!』エンディングテーマ                              |
| 11月24日 | 冒険王！                                                    | Lyrical Lily | 「冒険王！」 「ねむり姫」 | ゲーム『D4DJ Groovy Mix』関連曲                                                                    |
| 11月24日 | D4DJ 6ユニット3rd Single連動購入特典CD                      | D4DJ ALL STARS | 「ぷっちみくパーチナィ！」 | ゲーム『D4DJ Groovy Mix』関連曲                                                                    |
| 11月24日 | D4DJ 6ユニット3rd Single連動購入特典CD C ver.               | Lyrical Lily | 「ぷっちみくパーチナィ！」 | ゲーム『D4DJ Groovy Mix』関連曲                                                                    |
| 2022年   |                                                             | | | |
| 1月26日  | D4DJ Groovy Mix カバートラックス vol.3                      | Lyrical Lily | 「赤いスイートピー」 「男の勲章」 | ゲーム『D4DJ Groovy Mix』関連曲                                                                    |
| 2月9日   | Neunt Praeludium（Last Bullet MIX） グラン・エプレVer.      | グラン・エプレ | 「蕾の中の奇跡」 「Treasure Every Day!」 | ゲーム『アサルトリリィ Last Bullet』関連曲                                                         |
| 2月9日   | Neunt Praeludium（Last Bullet MIX）Blu-ray付生産限定盤      | アサルトリリィ Last Bullet | 「蕾の中の奇跡」 | ゲーム『アサルトリリィ Last Bullet』関連曲                                                         |
| 4月27日  | D4DJ Groovy Mix カバートラックス vol.4                      | Lyrical Lily | 「太陽のflare sherbet」 「サクラサク」 | ゲーム『D4DJ Groovy Mix』関連曲                                                                    |
| 6月29日  | Lyrical Anthology A ver.                                    | Lyrical Lily | 「月に萌える」 「ライム畑でつかまえて」 「Journey to the West」 「Happy Prince」 「夢十Yah!」 「人間合格!!!!」 「銀河鉄道の夜に（Lyrical Anthology Remix）」 | 『D4DJ』関連曲                                                                                     |
| 6月29日  | Lyrical Anthology B ver.                                    | Lyrical Lily | 「ねむり姫（Lyrical Anthology Remix）」 | 『D4DJ』関連曲                                                                                     |
| 7月20日  | D4DJ Groovy Mix カバートラックス vol.5                      | Lyrical Lily | 「ギミー!レボリューション」 「1st Priority」 | ゲーム『D4DJ Groovy Mix』関連曲                                                                    |
| 7月20日  | D4DJ Groovy Mix カバートラックス vol.5                      | 大鳴門むに（三村遙佳）、花巻乙和（岩田陽葵）、福島ノア（佐藤日向）、矢野緋彩（もものはるな）、春日春奈（進藤あまね）                                   | 「五等分の気持ち」 | ゲーム『D4DJ Groovy Mix』関連曲                                                                    |
| 8月3日   | Diverse                                                     | 丹羽灯莉（進藤あまね） | 「摩訶不思議をダイスキダ」 | 『アサルトリリィ』関連曲                                                                           |
| 10月26日 | D4DJ Groovy Mix カバートラックス vol.6                      | Lyrical Lily | 「Agapё」 「ぼなぺてぃーと♡S」 | ゲーム『D4DJ Groovy Mix』関連曲                                                                    |
| 2023年   |                                                             | | | |
| 1月25日  | D4DJ Groovy Mix カバートラックス vol.7                      | Lyrical Lily | 「アンダーカバー (TeddyLoid Remix)」 「ラブ・ストーリーは突然に」                                                                                            | ゲーム『D4DJ Groovy Mix』関連曲                                                                    |
| 2月15日  | Maihime                                                     | Lyrical Lily | 「Maihime」 | テレビアニメ『D4DJ All Mix』オープニングテーマ                                                     |
| 2月15日  | Maihime                                                     | Lyrical Lily | 「春とショコラ」 | テレビアニメ『D4DJ All Mix』挿入歌                                                                 |
| 6月14日  | サーカスへようこそ                                          | Lyrical Lily | 「サーカスへようこそ」 「White Margaret」 | 『D4DJ』関連曲                                                                                     |
| 7月12日  | D4DJ Groovy Mix カバートラックス vol.8                      | Lyrical Lily | 「にゃんだーわんだーデイズ」 「撲殺天使ドクロちゃん」 | ゲーム『D4DJ Groovy Mix』関連曲                                                                    |
| 10月4日  | Hello World                                                 | Lyrical Lily | 「Snow Black」 「IFの踊子」 「人間合格!!!!（Hello World Remix）」 「冒険王！（ビッグでバンなアラウンド！ Remix）」                                           | 『D4DJ』関連曲                                                                                     |
| 12月20日 | D4DJ EXCLUSIVE TRACKS                                       | Photon Maiden×Lyrical Lily | 「妙なる星と」 | テレビアニメ『D4DJ All Mix』挿入歌                                                                 |
| 12月20日 | D4DJ EXCLUSIVE TRACKS                                       | D4DJ ALL STARS | 「LOVE!HUG!GROOVY!! +nova」 | ゲーム『D4DJ Groovy Mix』関連曲                                                                    |
| 12月20日 | D4DJ EXCLUSIVE TRACKS                                       | Lyrical Lily | 「汚れっちまった悲しみの色（t+pazolite Remix）」 | ゲーム『D4DJ Groovy Mix』関連曲                                                                    |
| 2024年   |                                                             | | | |
| 1月10日  | 真夏の朝の夢                                                | Lyrical Lily | 「真夏の朝の夢」 「わんわんとチョコレイト工場」 | ゲーム『D4DJ Groovy Mix』関連曲                                                                    |
| 2月7日   | 運命のトリニティ                                            | 新生グラン・エプレ | 「Overcast Sky」 | ゲーム『アサルトリリィ Last Bullet』関連曲                                                         |
| 2月7日   | 運命のトリニティ                                            | グラン・エプレ | 「Overcast Sky（グラン・エプレver.）」 | ゲーム『アサルトリリィ Last Bullet』関連曲                                                         |
| 4月24日  | D4DJ Groovy Mix カバートラックス vol.9                      | Lyrical Lily | 「ユニバーページ」 「adrenaline!!!」 | ゲーム『D4DJ Groovy Mix』関連曲                                                                    |
| 5月22日  | D4DJ XROSS∞BEAT                                             | Happy Around!×Lyrical Lily | 「世界の夜明けと半熟ワンダーランド」 | ゲーム『D4DJ Groovy Mix』関連曲                                                                    |
| 5月22日  | D4DJ XROSS∞BEAT                                             | Merm4id×Lyrical Lily | 「メタモルフォーゼ」 | ゲーム『D4DJ Groovy Mix』関連曲                                                                    |
| 2025年   |                                                             | | | |
| 1月22日  | Lyrical Recollection                                        | Lyrical Lily | 「夏休み」 「いたずら白書」 「注文の多い文化祭」 「千リ一リ物語」                                                                                            | 『D4DJ』関連曲                                                                                     |
| 2月5日   | ありがと、大好きになってくれて                              | 恋太郎ファミリー | 「ありがと、大好きになってくれて」 | テレビアニメ『君のことが大大大大大好きな100人の彼女』第2期オープニングテーマ                       |
| 2月5日   | ありがと、大好きになってくれて                              | 原賀胡桃（進藤あまね）、銘戸芽衣（三森すずこ）、須藤育（高橋李依）、美杉美々美（Lynn）、華暮愛々（高尾奏音）                                           | 「Unmei?」 | テレビアニメ『君のことが大大大大大好きな100人の彼女』第2期エンディングテーマ                       |
| 2月5日   | ありがと、大好きになってくれて                              | 原賀胡桃（進藤あまね）、須藤育（高橋李依）、美杉美々美（Lynn）、華暮愛々（高尾奏音）                                                                   | 「Unmei? -胡桃・育・美々美・愛々ver.-」 | テレビアニメ『君のことが大大大大大好きな100人の彼女』第2期エンディングテーマ                       |
| 3月5日   | SUPERSTAR                                                   | Happy Around!・Peaky P-key・Photon Maiden・Merm4id・燐舞曲・Lyrical Lily・UniChØrd                                                                     | 「SUPERSTAR」 | ゲーム『D4DJ Groovy Mix』関連曲                                                                    |
| 3月5日   | D4DJ Groovy Mix カバートラックス Extra Edition Lyrical Lily | Lyrical Lily | 「ギャラクシー☆ばばんがBang!」 「私、アイドル宣言」 | ゲーム『D4DJ Groovy Mix』関連曲                                                                    |
| 3月5日   | D4DJ Groovy Mix カバートラックス Extra Edition Lyrical Lily | 春日春奈（進藤あまね） | 「ロミオとシンデレラ」 | ゲーム『D4DJ Groovy Mix』関連曲                                                                    |
| 3月19日  | 恋太郎ファミリー歌謡祭                                      | 原賀胡桃（進藤あまね） | 「HANGREED!!」 | テレビアニメ『君のことが大大大大大好きな100人の彼女』第2期挿入歌                                   |

## 書籍

### デジタル写真集
- B.L.T. デジタル写真集「くすぐる。」（2022年10月7日、東京ニュース通信社[92]）
- 雫音（2023年8月21日、週刊プレイボーイ）
- かけがえのないキミと。（2023年12月25日、東京ニュース通信社）
- かわいすぎる19歳声優と女子旅♡（2024年2月22日、集英社）
- CRAZY ABOUT YOU（2024年8月6日、光文社）

### 写真集
- 進藤あまね1st写真集 翠〜Midori〜（2023年2月20日、主婦の友社、撮影：中山雅文）ISBN 978-4-07-453902-4[93]

### トレーディングカード
- Voice Actor Card Collection
  - VOL.09 進藤あまね『アオハルあまねす』（2022年4月20日発売、ブシロードメディア）
  - VOL.13 進藤あまね『あまねすモード』（2024年4月20日、ブシロードクリエイティブ）